# Grabštanj
Grabštanj (nem.: Grafenstein) je dvojezična trška občina z 2829 prebivalci v političnem okraju Celovec-dežela na avstrijskem Koroškem.

## Geografija

### Geografski položaj
Grabštanj leži na jugovzhodnem delu Celovškega Polja, približno 12 km vzhodno od prestolnice Celovec.

### Občinska teritorialna struktura
Očina Grabštanj je razdeljena v osem katastrskih občin: Rute (Berg), Grabštanj (Grafenstein ), Jadovce (Thon), Pokinj (Pakein), Replje (Replach), Sepec (Truttendorf), Valovca (Wölfnitz) in Zagorje (Saager ).
Občina ima 31 vasi in zaselkov (v oklepajih nemška ustreznica in število prebivalcev, stanje 2001):
| - Brdo (Werda), 8 - Dobje (Aich), 27 - Dolina (Dolina), 99 (slovenska božja pot) - Draža vas (Pirk), 254 - Grabštanj (Grafenstein), 898 - Hum (Hum), 29 - Humelše (Gumisch), 59 - Mincja ves (Münzendorf), 29 - Jadovce (Thon), 36 - Ječmen (Klein Venedig), 64 - Krištofov Grad (Schloss Rain), 40 - Lipje (Lind), 61 - Malčape, Čepiče (Zapfendorf), 20 - Pokinj (Pakein), 6 - Prod (Sand), 23 | - Replje (Replach), 80 - Starče (Schulterndorf), 165 - Stari Dvor (Althofen), 65 - Sepec (Truttendorf), 93 - Spodnje Ribiče (Unterfischern), 19 - Spodnja Buhlja (Unterwuchel), 27 - Šentpeter (Sankt Peter), 101 - Škrbina (Skarbin), 18 - Tinjsko Polje (Tainacherfeld), 98 - Valovca (Wölfnitz), 26 - Vresje (Haidach ), 81 - Zablate (Sabuatach), 15 - Zagorje (Saager), 65 - Zgornja Buhla (Oberwuchel), 9 - Zgornje Ribiče (Oberfischern), 13 - Žabice (Froschendorf), 71 |

## Zgodovina
Grabštanj je v osrčju Karantanije in je prvič omenjen v listini leta 890. Romanska župnijska cerkev je bila posvečena leta 1116. Leta 1158 se zopet omenja grad po kateremu se imenuje gospoda. Njihov grb je še danes osnova za občinski grb, četudi je izumrla že v 14. stoletju. Leta 1348 je bil grad ob potresu in rušitvi Dobrača močno poškodovan in je kasneje začel propadati. Ko ga je Janez Andrej Rozenberški leta 1629 kupil, ruševine ni več popravil ampak je zgradil nov dvorec.
Občina je bila ustanovljena leta 1850. S strukturno reformo leta 1973 je občina pridobila dele stare občine Medgorje. Leta 1990 je dobila naslov trška občina.

## Prebivalstvo
Po ljudskem štetju 2001 ima občina 2.602 prebivalcev, od tega znaten del s slovensko materinščino.
Slovenščina je zgodovinsko prisotna. Fara Grabštanj je uradno izključno nemška , javna ljudska šola je dvojezična (nemško-slovenska).

## Slovensko narečje
Občina Grabštanj v celoti pripada poljanskemu govoru oz. poljanščini Celovškega Polja (oz. Celovške ravnine), ki je prehodno narečje (podnarečje oz. govor) med rožanščino in podjunščino (glej Slovenska narečja). Kot posebna različica rožanščine je bila že identificirana s strani Janeza Scheinigga in potrjena v mednarodno priznani dijalektološki disertacij dr. Katje Sturm-Schnabl. Scheinigg v svojem delu "Die Assimilation..." razdeli rožanščino v tri enote in sicer spodnji Rož, zgornji Rož in Celovška ravnina: "...Die dritte Unter-Mundart herrscht in der Ebene um Klagenfurt (kl.), sie hat mit der ersten die Aussprache des e und o gemein, unterscheidet sich aber von den beiden vorhergehenden durch die häufige Zurückziehung des Accentes, wo ihn jene auf den Endsilben haben; dies gilt namentlich vom Neutrum der Substantive und Adjktive, z.B. [...]".

## Kultura in znamenitosti

### Stavbe
Sakralna poslopja
- Šentštefan (Župnijska cerkev Grabštanj): Predhodnica današnje župnijske cerkve je bila zgrajena leta 1116 s strani plemičev iz Lungaua. Drugič je bila obnovljena leta 1158. Cerkev ima eno ladjo, romansko jedro s stolpom na apsidi, poligonalno apsido in baročne kapele na severni in na južni strani. Stolp ima okna na šilast lok in čebulni strop.[6]
- Podružniska cerkev Šentana v Zagorju

Prosvetne zgradbe
- Stari grad Grabštanj
- Dvorec Grabštanj
- Grad Pokinj
- Grad Ridenek v Lipju
- Grad Zagorje
- Grad Sepec

## Osebnosti
- Ožbalt Gutsman (1727-1790), pomemben slovenski Leksikograf in jezikoslovec, avtor pomembnih del za slovensko in evropsko kulturno zgodovino.[7]
- Marko Pernhart (1824-1871), slovenski pokrajinski slikar je bil rojen v Medgorjah.
- Valentin Deutschmann (1928–2010) je bil župan občine Grabštanj med letoma 1958 in 2008.
- Slikar in kipar Giselbert Hoke domuje na dvorcu v Zagorju.